# Red Lake (New Mexico)
Der Red Lake ist ein See in der Navajo-Nation-Reservation im Nordwesten des McKinley County im US-Bundesstaat New Mexico. Ein kleiner Teil im Westen des Sees gehört zum Apache County in Arizona. Er ist 3 km lang und hat eine Breite von 1,3 km. Der nächste Ort ist Navajo (New Mexico).